# Hervé Bouchaert
Hervé Bouchaert, né le 4 février 1954 à Boulogne-sur-Mer (Pas-de-Calais, France) et mort le 7 octobre 2014 à Laon, est un préfet français.

## Biographie

### Carrière en préfecture
De février 1977 à juin 1983, Hervé Bouchaert travaille au ministère de l'Économie et des Finances en qualité de commissaire-contrôleur à la Direction des Assurances. Il est ensuite détaché, de juin 1983 à août 1986, auprès du préfet de la région Nord-Pas-de-Calais en tant que chargé de mission. Après un retour à la direction des assurances jusqu’en juin 1989, il est nommé sous-préfet chargé des affaires économiques auprès du préfet de Meurthe-et-Moselle. En août 1992, il est secrétaire général de la préfecture des Deux-Sèvres, sous-préfet de l'arrondissement de Niort.
En septembre 1994, il est nommé sous-directeur de la modernisation et de la qualité à la direction générale de l'administration et de la fonction publique (Secrétariat général du Gouvernement). Il y est chargé de développer les actions du ministère de la fonction publique en matière de simplification des formalités administratives et d'amélioration des relations avec les usagers ; il est le correspondant du médiateur de la République et de la commission pour la simplification des formalités au titre de ce même ministère.
Le 1er août 1995, il devient secrétaire général pour les affaires régionales de Poitou-Charentes, puis en juillet 2000 secrétaire général de la préfecture du Finistère, sous-préfet de l'arrondissement de Quimper. En novembre 2002, il est nommé à Lyon en qualité de secrétaire général pour les affaires régionales de Rhône-Alpes.

### Préfet
Le 18 juillet 2007, il est nommé préfet de la Haute-Corse, où il prend ses fonctions en août.
À partir de 2009, il occupe les fonctions de directeur de l'administration de la police nationale. Depuis sa prise de fonctions, il aura poursuivi la politique indemnitaire particulièrement dynamique en faveur de la police nationale, lancée par ses prédécesseurs. Cette politique a conduit à dépasser, plusieurs années de suite, les crédits inscrits en loi de finances.
Par un décret du 1er septembre 2010, il est nommé directeur des ressources et des compétences de la police nationale. Puis, par un décret du 25 juillet 2013, il est nommé préfet de l’Aisne à compter du 26 août 2013.
Hervé Bouchaert est décédé en fonction le 8 octobre 2014.

## Récompenses et distinctions

### Décorations
- Officier de l'ordre national du Mérite Il est fait chevalier le 25 août 1992, puis est promu officier le 14 mai 2001[5].
- Chevalier de la Légion d'honneur Il est fait chevalier le 11 juillet 2008[6].